# Kotvice (rod)
Kotvice (Trapa) je rod rostlin z čeledi kyprejovité. Jsou to vodní byliny s plovoucí růžicí listů a drobnými květy. Mají nápadné plody s rohovitými výrůstky. Rod je rozšířen v Evropě, Africe a Asii od mírného po tropický pás. Počet druhů je neustálený, většinou je udáván v rozpětí od 2 do 5. Kotvice plovoucí je jediný evropský druh a vyskytuje se vzácně i v České republice. Jádra plodů kotvic jsou jedlá a jsou známa pod názvem vodní ořech. V minulosti tvořila v Evropě i Asii součást jídelníčku a jsou využívána již od neolitu.

## Popis
Kotvice jsou jednoleté nebo vytrvalé, plovoucí nebo kořenující vodní byliny. Stonek je tenký, ponořený, nevětvený. Listy jsou dvoutvárné. Plovoucí listy jsou řapíkaté, nahloučené ve vrcholové růžici, s kosočtverečnou až trojúhelníkovou, v 2. polovině řídce zubatou čepelí. Řapík je houbovitý, většinou asi v polovině délky nafouklý. Ponořené listy jsou vstřícné, přisedlé, čárkovité a opadavé.
Květy jsou drobné, oboupohlavné, pravidelné, krátce stopkaté, čtyřčetné, jednotlivé v paždí horních listů. Rozvíjejí se v úrovni vodní hladiny. Květní trubka (hypanthium) je zakončena 4 laloky a. Kalich je vytrvalý a za plodu se přeměňuje v tvrdé rohy. Koruna je bílá nebo růžová, opadavá, složená ze 4 volných, lehce svraskalých korunních lístků. Tyčinky jsou 4. Semeník je polospodní, se 2 komůrkami obsahujícími po 1 vajíčku. Blizna je hlavatá.
Plody jsou označovány buď za oříšky nebo za pseudopeckovice. Jsou asi 2,5 až 5 cm velké, dřevnaté, nepukavé, se 2 nebo 4 masivními výrůstky v podobě rohů, na povrchu pokryté dužnatým oplodím, které za zralosti odpadává. Plody obsahují 1 semeno se 2 dělohami, z nichž jedna je velká a škrobnatá a druhá malá, šupinovitá. Semena neobsahují endosperm a klíčí skrze čnělkový otvor na špici plodu.

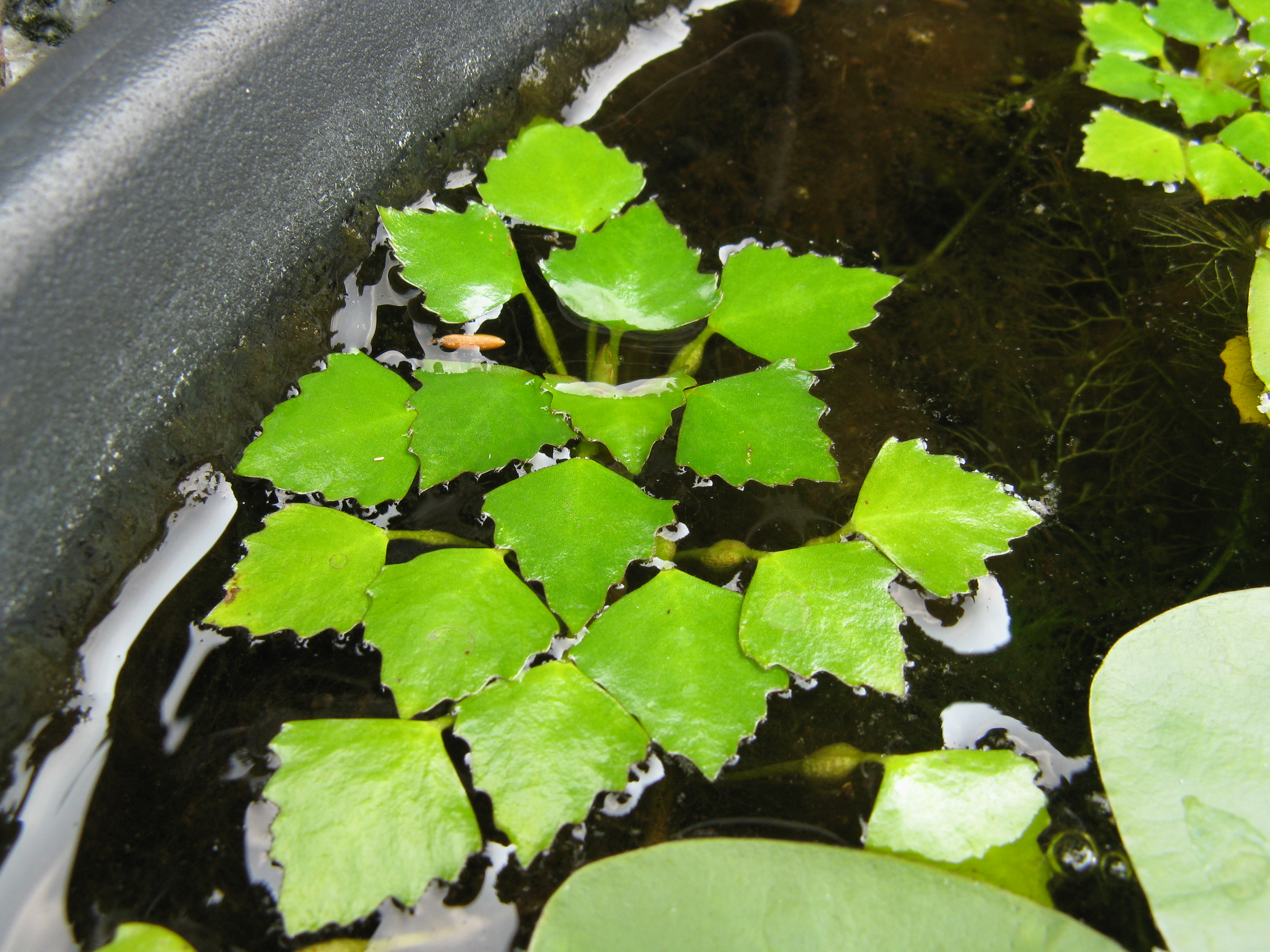
Kotvice Trapa japonica
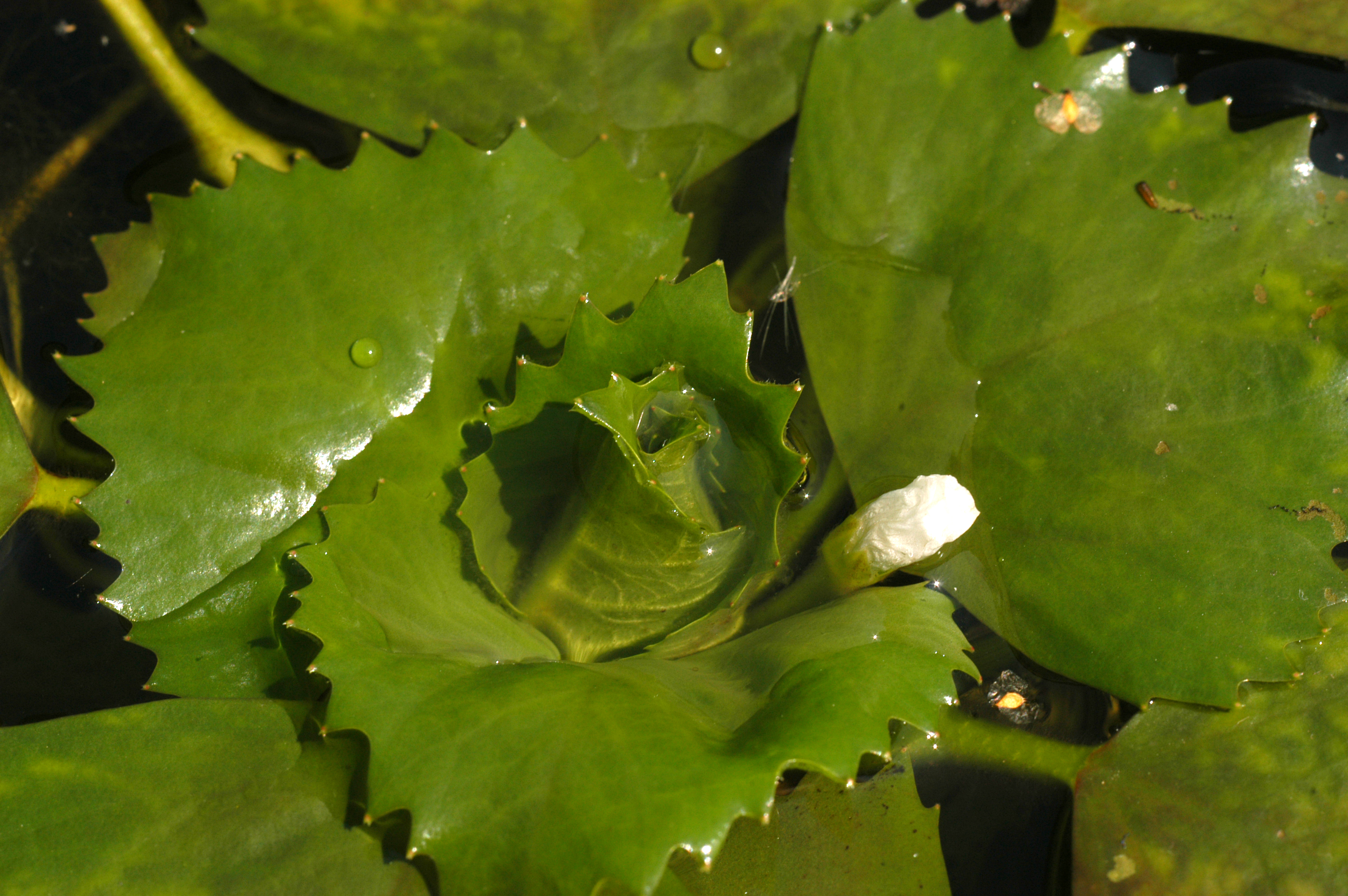
Květ kotvice plovoucí
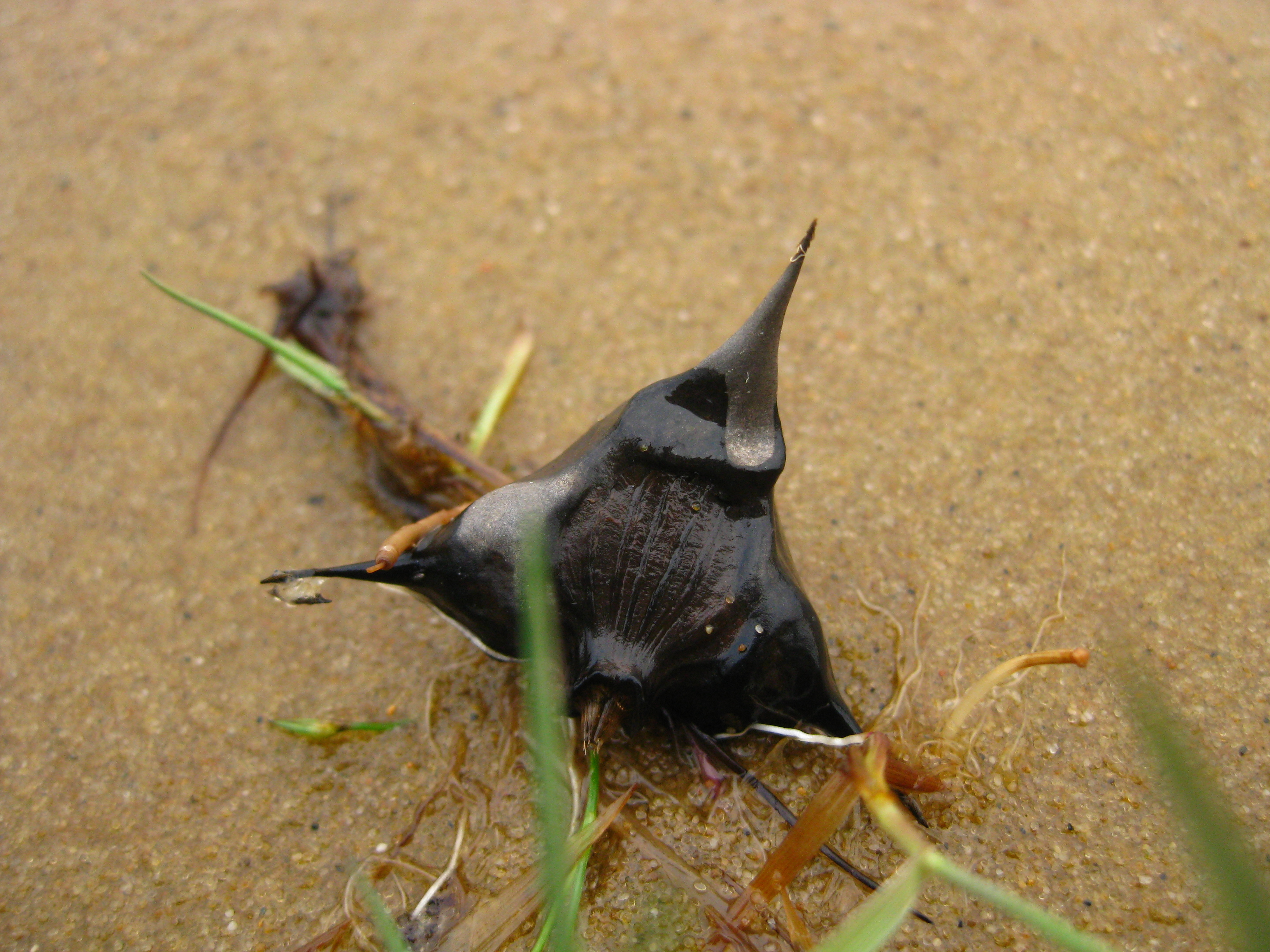
Plod kotvice plovoucí

## Rozšíření
Rod kotvice zahrnuje asi 2 až 5 druhů. Je rozšířen v Evropě, Asii a Africe. V České republice se vzácně vyskytuje kotvice plovoucí (Trapa natans). Je to jediný evropský druh, jehož rozšíření (při širokém pojetí druhu) sahá od západní Evropy a Afriky až do jihovýchodní Asie. Roste zdomácněle i v Severní Americe a Austrálii.

## Ekologické interakce
Květy kotvice jsou opylovány hmyzem, někdy však dochází k samoopylení ještě před otevřením květu. Po oplození se květ sklání pod hladinu a plod dozrává pod vodou. Plody se šíří vodním proudem. Jsou asi o 20% těžší než voda, po dozrání klesají ke dnu, kde vydrží v dormantním stavu až 10 let schopné klíčení. Nesnášejí vysušení. Semena kotvice plovoucí začínají klíčit při teplotách nad 12 °C, když nahnije vrcholový pór plodu a asi o měsíc později začíná vlastní klíčení. Rostliny se množí také vegetativně vytvářením adventivních rostlinek, které se posléze odlomí a osamostatní.

## Taxonomie
Pojetí rodu Trapa a vymezení jednotlivých druhů ke neustálené a v různých zdrojích se výrazně liší. Někteří autoři uznávají větší množství (až 20) drobných druhů, vymezených zejména na základě znaků na plodech, zatímco jiní shrnují většinu taxonů do silně variabilního, široce pojatého druhu Trapa natans a ponechávají pouze několik platných druhů, v krajním případě pouze 2: Trapa natans a T. bicornis.
Rod Trapa byl v minulosti řazen do samostatné čeledi Trapaceae nebo Hydrocaryaceae (kotvicovité). Výsledky fylogenetických výzkumů ukázaly, že tento rod tvoří vývojovou větev uvnitř čeledi Lythraceae (kyprejovité) a rod Trapa byl posléze vřazen do této čeledi. Nejblíže příbuzným rodem je Sonneratia (kuželovník), mezi další blízce příbuzné rody náleží Decodon (desetizub), Lagerstroemia (pukol) a Duabanga.

## Prehistorie
Fosilní plody kotvic třetihorního a čtvrtohorního stáří se nacházejí na mnohých nalezištích. Vegetativní části se dochovaly jen vzácně. Nálezy fosilních plodů pliocenního stáří v Severní Americe jsou dokladem rozsáhlého rozšíření tohoto rodu na sklonku třetihor. Fosílie přiřazované k rodu Trapa jsou známy již z období svrchní křídy.

## Zástupci
- kotvice plovoucí (Trapa natans)

## Význam
Jádra plodů kotvic jsou jedlá a jsou známá jako vodní ořechy. Konzumují se syrová, vařená, pražená nebo se melou na mouku. Kotvice plovoucí sloužila v Evropě jako potravina již od neolitu. Semena obsahují asi 16 % škrobu a 2 % bílkovin. Syrová semena jsou podezřelá z jedovatosti a doporučuje se je alespoň hodinu vařit. Druh T. bicornis se odedávna pěstuje v Číně, odkud se rozšířila i do jiných asijských zemí. V minulosti tvořila v Číně významnou součást jídelníčku. V teplých oblastech Asie a Afriky se pěstuje T. bispinosa (syn. T. natans var. bispinosa). Mouka z plodů tohoto druhu je využívána v tradiční indické medicíně zejména při poruchách srážlivosti krve. Kotvice plovoucí je ve USA řazena mezi invazní druhy.